# ناحیه اتنزویل، شهرستان گرین، ایلینوی
ناحیه اتنزویل (به انگلیسی: Athensville Township) یک منطقهٔ مسکونی در ایالات متحده آمریکا است که در شهرستان گرین، ایلینوی واقع شده‌است. ناحیه اتنزویل ۱۶۵ متر بالاتر از سطح دریا واقع شده‌است.